# Falcone (serial telewizyjny)
Falcone (2000) – amerykański serial obyczajowy wyprodukowany przez Columbia TriStar Television i CBS Productions.
Światowa premiera serialu miała miejsce 4 kwietnia 2000 roku na antenie CBS. Ostatni odcinek serialu został wyemitowany 12 kwietnia 2000 roku. W Polsce serial nadawany był dawniej na kanale TVP2.

## Obsada
- Jason Gedrick jako Joseph D. Pistone/"Joe Falcone"
- Sonny Marinelli jako Jimmy Suits
- P. R. Paul jako Pasche
- Allan Steele jako Sally Soaps
- Eric Roberts jako Raymond "The Madman" Ricci
- Leo Rossi jako Noah Dietrich
- Titus Welliver jako Santino "Sonny" Napoli
- Amy Carlson jako Maggie Pistone
- Lillo Brancato, Jr. jako Alberto "Lucky" Fema

## Spis odcinków
| N/o            | Tytuł angielski                    |
| -------------- | ---------------------------------- |
|                |                                    |
| SERIA PIERWSZA |                                    |
|                |                                    |
| 01             | Pilot                              |
|                |                                    |
| 02             | Tightrope                          |
|                |                                    |
| 03             | Windows                            |
|                |                                    |
| 04             | Double Exposure                    |
|                |                                    |
| 05             | Lealta                             |
|                |                                    |
| 06             | That's Amore                       |
|                |                                    |
| 07             | But Not Forgotten                  |
|                |                                    |
| 08             | You Can't Always Get What You Want |
|                |                                    |
| 09             | Paying the Piper                   |
|                |                                    |